# Dawid Janczyk
Dawid Janczyk, né le 23 septembre 1987 à Nowy Sącz, est un footballeur polonais. Il évolue au poste d'attaquant.

## Biographie

### En club

#### Découvert par le Legia Varsovie
Dawid Janczyk fait ses débuts professionnels au Sandecja Nowy Sącz puis est acheté par le Legia Varsovie en 2005 pour vingt mille euros. Remplaçant en début de saison, il gagne sa place dans le onze de départ en octobre 2005, et commence à trouver le chemin des filets. Il termine ainsi la saison, avec sept buts au compteur toutes compétitions confondues. Lors de cette même saison, Janczyk goûte à la Coupe UEFA, lors de la double confrontation face au FC Zurich. L'année suivante, il est mis en concurrence avec Piotr Włodarczyk et Élton, et s'en sort plutôt bien avec vingt-quatre matches joués en championnat.

#### Court passage à Moscou
Il rejoint finalement pour cinq ans le CSKA Moscou en 2007 pour, selon la presse polonaise, un peu plus de quatre millions d'euros, et grâce à ses bonnes performances en Coupe du monde des moins de 20 ans. Le 2 septembre 2007, alors que son équipe est en train de perdre contre le Spartak Moscou un but à zéro à cause du Brésilien Mozart, il égalise dans les toutes dernières minutes du match, permettant ainsi au CSKA d'obtenir le point du match nul. Le 23 octobre, il dispute son premier match européen contre l'Inter Milan. Pour sa première saison passée entièrement au CSKA, Janczyk remporte la Coupe de Russie, transformant le dernier tir au but lors de la finale.

#### Les prêts en Belgique
En fin d'année 2008, il est prêté pour six mois au club belge du KSC Lokeren. Le 14 février 2009, il inscrit son premier but en championnat. Souvent décisif avec Lokeren, son prêt est prolongé jusqu'en 2010, Moscou ayant cependant le droit de le rappeler durant l'hiver. Après avoir réalisé un doublé le 27 septembre, Janczyk se place sur la deuxième marche du classement des buteurs, derrière Milan Jovanović. À la mi-saison, il est le meilleur buteur de Lokeren avec neuf réalisations, ce qui incite le club russe à le rappeler. Mais Janczyk décide de rester et de baisser son salaire pour aider Lokeren à le garder six mois de plus. Alors qu'il se dirige vers un nouveau prêt à Lokeren, Moscou reçoit une meilleure offre de la part du Germinal Beerschot, quatrième du championnat, et le cède pour un an et demi avec option d'achat,. Le 29 janvier, il fait ses débuts avec sa nouvelle équipe, contre Anderlecht, et subit la loi des Mauves durant quatre-vingt-dix minutes. De nouveau titulaire lors de la journée suivante, il inscrit son premier but avec Anvers, égalisant contre le KVC Westerlo, puis récidive face à KAA La Gantoise en ouvrant le score.

### En sélection
Dawid Janczyk a représenté la Pologne dans les différents niveaux de junior. Convoqué pour la Coupe du monde des moins de 20 ans en 2007, il inscrit trois buts en quatre matches, dont un contre l'Argentine, futur vainqueur du tournoi et qui n'avait concédé le moindre but jusque-là. En avril 2008, le sélectionneur de l'équipe nationale Leo Beenhakker le choisit dans son groupe élargi en vue de l'Euro 2008, mais Janczyk ne sera finalement pas retenu pour le tour principal.
Le 14 décembre 2008, il dispute son premier match avec la Pologne, contre la Serbie en match amical.

## Palmarès
- Champion de Pologne : 2006
- Vainqueur de la Coupe de Russie : 2008
- Vice-Champion de Russie : 2008